# Kružlová
Kružlová es un municipio del distrito de Svidník en la región de Prešov, Eslovaquia, con una población estimada a final del año 2024 de 753 habitantes.
Se encuentra ubicado en el centro-norte de la región, cerca del río Ondava (cuenca hidrográfica del río Tisza) y de la frontera con  Polonia.

## Demografía
| Año        | 1994 | 2004    | 2014     | 2024     |
| ---------- | ---- | ------- | -------- | -------- |
| Población  | 522  | 566     | 684      | 753      |
| Diferencia |      | +8,42 % | +20,84 % | +10,08 % |

| Año        | 2023 | 2024 |
| ---------- | ---- | ---- |
| Población  | 753  | 753  |
| Diferencia |      | +0 % |